# 炎の天狐 トチオンガーセブン
炎の天狐 トチオンガーセブン（ほのおのてんこ トチオンガーセブン）は、新潟県長岡市栃尾地域（旧栃尾市）を主な舞台とする、日本のローカルヒーローである。また、それを主人公とするテレビドラマシリーズのタイトルでもある。

## 概要
特撮ファンである栃尾在住の油揚げ製造業の社長・星知弘が「新しいヒーローが出ない」現状を変えようと、2015年に自ら企画考案した。油揚げにちなむ狐と、栃尾に伝承の伝わるヤマタノオロチを題材としている。星は自ら主役を演じるほか、自身が幼少期に接した特撮番組「鉄人タイガーセブン」に描かれたメッセージを伝えることも制作の理由としており、作品のイメージを主題歌や映像に反映させているという。当初は店のマスコットにするつもりで始めたという。
地元イベントやヒーローショーなどで活動をおこなってきたが、2017年8月に新潟テレビ21で全6回のドラマとして放映されることが決まり、2017年4月17日に長岡市内で制作発表会が開かれた。番組は星の自費制作であり、鉄人タイガーセブンの制作会社「ピー・プロダクション」へのオマージュを込めて「制作：ビー・プロダクション」「原作：とちおそうじ（栃尾駿仁）」とクレジットしている。
2018年には映画版「劇場版 炎の天狐トチオンガーセブン 閻魔堂!地獄の大決戦!!」が製作され11月18日に新潟市、長岡市で特別上映された。2019年2月には東京都内で上映会が開催された。
2021年12月20日よりNST新潟総合テレビにて新テレビシリーズが全6話で放送。第2弾の監督は、新潟県出身の橋本一が務めている。

## キャラクター
星 狐太郎（ほし こたろう）
本作品の主人公。平安時代に狐の神・トチオンガーとともに戦った人物を先祖に持つ。本業は油揚げ職人だが、狐の神・トチオンガーと融合してトチオンガーセブンとなった。
トチオンガーセブン
トチオンガーと星狐太郎が融合して誕生したヒーロー。7つの必殺技を持つが、瀕死の状態で狐太郎と融合したことから、その秘密を解き明かさないと使えない。
首領ゲドロン
平安時代にヤマタノオロチを使って狐太郎の先祖と戦った蛇王一族の首領。現代に復活して人類征服を企む。

## テレビドラマ版（第1期）

### あらすじ
考古学者である山古志博士は、栃尾に伝わる”ある伝説”を追い数年前に失踪していた。ある夜、栃尾の油揚げ職人の星狐太郎は悪夢にうなされていた。栃尾の街が炎に包まれ人々が逃げまどう…呆然と見つめる狐太郎にどこからともなく現れた星狐童が語りかける。「人類を怨み、滅ぼそうとする蛇王一族が蘇った。トチオンガーセブンとなり悪を討ち滅ぼすのだ」と、しかし争いを好まない狐太郎はその誘いを拒否するのだった。翌日、山古志博士の娘ミッチーとジュンは狐太郎の油揚げ店「毘沙門堂」を訪れていた。父の研究を受け継ぎ蛇王一族の復活と伝説の栃尾牙を世間に訴えかけるも、取り合ってもらえないと不満を漏らす姉妹を見送り仕事に戻ろうとする狐太郎。その時、姉妹の悲鳴がとどろいた。慌てて飛び出す狐太郎が見たものは蜘蛛魔獣人に連れ去られようとするミッチーの姿だった。蛇王一族首領ゲドロンが一族について嗅ぎ回るミッチーを抹殺しようと魔獣人を送り込んだのだった…。

### キャスト
- 星狐太郎：星知弘
- ミッチー山古志：橘亜実
- 山古志ジュン：潮めぐみ
- 星狐童：伴大介（特別出演）
- 伊賀城刑事：渡洋史（特別出演）
- 山古志博士：島村美輝（特別出演）
- 首領ゲドロンの声：ゆきいたかあき
- 蜘蛛魔獣人クモウラミ
- 犬魔獣人イヌウラミの声：山中一徳（特別出演）
- ヤマタノオロチの声：飯塚昭三（特別出演）

### スタッフ
- 企画・製作・造型 - 星知弘
- 監督・特技監督 - 荒木憲司
- 脚本・殺陣 - ゆきいたかあき
- 音楽 - まついえつこ
- オープニングテーマ - 「斗え!!トチオンガーセブン」歌 - 星 知弘 / 作詞・作曲 - 栃 尾駿仁 / 編曲 - 吉川 清之
- エンディングテーマ - 「われらのトチオンガーセブン!!」[11]歌 - 星 知弘 / 作詞・作曲 - 栃 尾駿仁 / 編曲 - 吉川 清之
- 撮影 - 吉田良介
- 助監督- 渡邊世紀
- 合成作画 - 松田詠介
- ヘアメイク - 樋口奈美
- 製作著作 - 毘プロダクション

### 放送局
| 放送地域 | 放送局       | 放送期間                                | 放送日時 | 備考   |
| -------- | ------------ | --------------------------------------- | --- | ------ |
| 新潟県   | 新潟テレビ21 | 2017年8月13日 - 8月18日 （6夜連続放送） | ①13日 2:00 - 2:30 ②14日 1:50 - 2:20 ③15日 1:55 - 2:25 ④16日 1:55 - 2:25 ⑤17日 1:55 - 2:25 ⑥18日 1:55 - 2:25 | 制作局 |
| 熊本県   | 熊本朝日放送 | 2018年4月10日 - 5月15日                 | 火曜 2:15 - 2:45 （月曜深夜）                                                                               |        |

## テレビドラマ版（第2期）

### キャスト
- 星狐太郎：星知弘
- 風見マリ：大塚七海
- チャコ：小熊倫実
- ユッコ：小越春花
- アキラ：諸橋姫向
- 片桐米次郎・ムカデウラミの声：マッスル坂井

### スタッフ
- 造型 - 星知弘
- 監督 - 橋本一
- 殺陣 - 相木隆行
- 音楽 - 吉川清之
- オープニングテーマ - 「斗え!!トチオンガーセブン」歌 - 星 知弘 / 作詞・作曲 - 栃 尾駿仁 / 編曲 - 吉川 清之
- エンディングテーマ - 「われらのトチオンガーセブン!!」歌 - 星 知弘 / 作詞・作曲 - 栃 尾駿仁 / 編曲 - 吉川 清之
- 挿入歌 - 「僕らのトチオンガー」歌 - NGT48 / 作詞 - 秋元 康 / 作曲 - ツキダ タダシ
- 撮影 - 小島悠介
- 制作・著作 - 毘プロダクション

### 放送局
| 放送地域 | 放送局            | 放送期間                            | 放送日時 | 備考   |
| -------- | ----------------- | ----------------------------------- | --- | ------ |
| 新潟県   | NST新潟総合テレビ | 2021年12月21日 - 12月24日, 12月27日 | ①21日 2:05 - 2:20 ②22日 2:00 - 2:15 ③22日 2:15 - 2:30 ④23日 2:25 - 2:40 ⑤24日 2:30 - 2:45 ⑥27日 2:20 - 2:40 | 制作局 |

## 映画
2018年11月18日『劇場版 炎の天狐トチオンガーセブン 閻魔堂!地獄の大決戦!!』が新潟県限定で特別上映された。
映画『電エースカオス』（2023年12月22日、エクストリーム）にも出演。

## その他テレビ出演
- 激レアさんを連れてきた。 - 企画・製作・主演の星が2018年12月24日放送分に「激レアさん」として出演[13]。
- 怪人開発部の黒井津さん - 第1話と最終話にトチオンガーセブンとゲドロンが登場。